# Сонце (книга)
«Со́нце» (англ. The Sun) — науково-популярна книга Леона Голуба та Джея Пасачоффа 2017 року. Вона описує сучасне наукове розуміння будови Сонця та його впливу на земні процеси. Книга містить численні ілюстрації, а також поради щодо спостереження Сонця й пов'язаних з ним астрономічних явищ. Книга вийшла в серії «Космос», присвяченій різним об'єктам Сонячної системи.

## Автори
Леон Голуб — старший астрофізик Смітсонівської астрофізичної обсерваторії. Джей Пасачофф (1943—2022) був професором астрономії в Вільямс-коледжі, директором Обсерваторії Гопкінса та головою робочої групи Міжнародного астрономічного союзу з питань сонячних затемнень. Пасачофф є автором «Петерсонського польового путівника по зорях і планетах» і співавтором «Космос: астрономія в новому тисячолітті». Голуб і Пасачофф раніше опублікували дві популярні книги про дослідження Сонця: «Сонячна корона» та «Найближча зоря: дивовижна наука про наше Сонце».

## Зміст
У «Сонці» Голуб і Пасачофф досліджують склад, природу та значення Сонця. Вони оповідають історію сонячної астрономії та обговорюють сучасні наукові досягнення. Книга охоплює різні аспекти фізики Сонця, зокрема сонячні плями, їхні магнітні властивості та зв'язок із сонячною активністю. Автори також розповідають про склад внутрішніх частин Сонця, обговорюючи сейсмічні хвилі та поточні процеси ядерного синтезу. Вони описують цінну інформацію, отриману завдяки сонячним затемненням і спостереженням із космосу. Також книга досліджує сонячне випромінювання та сонячні частинки та їхній вплив на Землю. Книга містить якісні зображення, які покращують розуміння Сонця.
Автори застосовують нестандартний підхід, використовуючи конкретні зображення як центральний фокус дискусій про різні сонячні явища. Вони наголошують на взаємозв'язку наукових досліджень з різних тем. Голуб і Пасачофф покладаються на візуальний матеріал, що включає фотографічні зображення, візуалізації та спектри. У Додатку представлені І заходи безпеки при спостереженні за Сонцем, а в Додатках ІІ і ІІІ детально описано спостереження Сонця під час затемнень і з космосу. Книга завершується рекомендованим списком літератури, який включає як популярну, так і наукову літературу.

## Сприйняття
Рецензенти загалом високо оцінили книгу. У короткому огляді в «Nature» відзначено, що автори представляють комплексний науковий огляд Сонця, проливаючи світло на різноманітні сонячні явища. Огляд описує книгу як «гарно ілюстровану, багату на історію та актуальну». Рецензія в «American Scientist» описує книгу як «інтригуючу, доступну та технічно докладну».
У детальному огляді в журналі «BBC Sky at Night» Марк Таунлі зазначає, що книга вирізняється використанням простої мови, завдяки чому її легко читати нефахівцям. Він стверджує, що автори передають складні поняття за допомогою відповідних аналогій із повсякденної науки. Рецензент зазначає, що книгу можна було б покращити, надавши детальний опис безпечних методів спостереження, і що автори приділяють надмірну увагу застарілим і небезпечним методам, таким як використання закопченого скла чи DVD. Підбивши підсумок, Таунлі робить висновок, що книга особливо підходить для початківців, які прагнуть краще зрозуміти Сонце.